# Geneviève de Brabant (film, 1964)
Pour les articles homonymes, voir Geneviève de Brabant (homonymie), Genoveffa di Brabante et Brabant.
Pour plus de détails, voir Fiche technique et Distribution.
Geneviève de Brabant (Genoveffa di Brabante) est un film de cape et d'épée hispano-italien sorti en 1964 et coréalisé par José Luis Monter et Riccardo Freda. C'est une adaptation cinématographique de la biographie de l'héroïne légendaire Geneviève de Brabant présente dans l'ouvrage La Légende dorée écrit par Jacques de Voragine entre 1261 et 1266.

## Synopsis
Après une vie de violence et de combats, le comte Siegfrid n’aspire plus qu’à la paix et à la tranquillité. Alors qu’une délégation de ses ennemis de toujours, la famille Brabant, est attaquée par des bandits de grand chemin, Siegfrid vole à leur rescousse et est blessé. Rescapée, la délégation décide de ramener Siegfrid au château, pour lui donner les soins nécessaires à son prompt rétablissement. Alors que les hommes de Siegfrid, Golo à leur tête, rôdent autour du château car ils croient que les Brabant retiennent Siegfrid en otage, Siegfrid se remet progressivement. Bientôt, il tombe amoureux de Geneviève, la fille Brabant, et lui demande sa main. Après leur mariage, Siegfrid ramène Geneviève dans son fief, au grand dam de Golo qui, bien qu’obséquieux, la regarde avec hostilité...

## Fiche technique
Sauf indication contraire, les informations mentionnées dans cette section peuvent être confirmées par la base de données cinématographiques IMDb,  présente dans la section « Liens externes ».
- Titre français : Geneviève de Brabant
- Titre original italien : Genoveffa di Brabante ou La lancia della vendetta[2]
- Titre espagnol : Genoveva de Brabante
- Réalisation : José Luis Monter, Riccardo Freda (non crédité[3],[2])
- Scénario : Riccardo Freda
- Photographie : Stelvio Massi, Julio Ortas
- Montage : Anna Amedei, Antonio Gimeno
- Musique : Carlo Rustichelli
- Décors : Tedy Villalba
- Costumes : Carlo Leva
- Société de production : Imprecine, Hispamer Films
- Pays de production :  Italie -  Espagne
- Langue de tournage : italien
- Format : Couleur (Eastmancolor) - 1,85:1 - son mono - 35 mm
- Genre : Film d'aventure romantique, film historique, film biographique
- Durée : 89 minutes (1h29)
- Date de sortie :	
  - Italie : 24 décembre 1964
  - Espagne : 22 mai 1967 (Madrid)
  - France : 4 mai 2021 (sortie DVD[4])

## Distribution
- María José Alfonso : Geneviève de Brabant
- Alberto Lupo : Comte Siegfrid de Trèves
- Stephen Forsyth : Golo
- Ángela Rhu : Berta
- Beni Deus : Raiberto
- Rosita Yarza : Gertrude
- Andrea Bosic : Duc de Brabant
- Antonella Della Porta
- Bruno Scipioni
- Franco Balducci : Rambald
- Umberto Raho
- Loris Loddi : Le fils de Siegfrid